# 堀道広
堀道広（ほり みちひろ、1975年〜）は、日本の漫画家。富山県射水市生まれ。
石川県立輪島漆芸技術研修所卒業。高岡短期大学（現・富山大学芸術文化学部）漆工芸専攻卒業。

## 経歴
文化財修復会社を経て、漆職人として勤める傍ら漫画の持ち込みを続け、1998年『月刊漫画ガロ』でデビュー。
2003年『みんき』で第5回「アックスマンガ新人賞」佳作。以来、特徴ある絵柄で地道に活動を続ける。
また、漫画の仕事と平行して、割れた陶器を漆で修復をする教室「金継ぎ部」を主宰。

## 単行本
- 『青春うるはし！ うるし部』青林工藝舎 2007年3月初版発行 ISBN 978-4-88379-237-5
- 『耳かき仕事人サミュエル』青林工藝舎 2011年9月初版発行 ISBN 978-4-88379-348-8
- 『部屋干しぺっとり君』青林工藝舎 2013年12月初版発行 ISBN 978-4-88379-392-1
- 『パンの漫画』ガイドワークス (2014/5/22) ISBN 978-4865350937
- 『パンの漫画2』さすらいのクロックムッシュ氏編　ガイドワークス (2017/7/14)
- 『おうちでできるおおらか金継ぎ』実業之日本社 (2018/1/31) ISBN 978-4408337562
- 『おれは短大出』青林工藝舎(2020/10/28)
- 『うるしと漫画とワタシ』駒草出版

(2021/7/20)

## 雑誌特集
- 「アックス」Vol.54 特集:堀道広 青林工藝舎 (2006/12) ISBN 978-4883792313
- 「アックス」VOl.96 特集:堀道広 青林工藝舎 (2013/12/30) ISBN 978-4883793938
- 「アックス」VOl.137 特集:堀道広 青林工藝舎 (2020/10/28)

## 参照
1. ↑  http://michihiro.holy.jp/abouthori.htm 本人ホームページ プロフィール